# Koszmosz–103
A Koszmosz–103 (oroszul: Космос–103) szovjet Sztrela–2 típusú katonai távközlési műhold.

## Küldetés
A második generációs katonai távközlési műholdak kifejlesztéshez épített prototípus. A Koszmosz–103 volt a Sztrela–2 első sikeres indítása. A Sztrela–2-vel folytatott kísérletek alapján készült el 1970-re a rendszeresített változat, a Sztrela–2M.

## Jellemzői
Az Alkalmazott Mechanikai Tudományos Termelési Egyesülés (NPO PM) által kifejlesztett és gyártott második generációs katonai távközlési műhold.
1965. december 28-án a Bajkonuri űrrepülőtérről egy Koszmosz–3 (8K65) típusú hordozórakétával állították alacsony Föld körüli pályára. Az orbitális egység pályája 96,95 perces, 56,7°-os hajlásszögű, elliptikus pálya perigeuma 594 km, apogeuma 636 km volt. Tömege 875 kilogramm. Alakja hengeres, átmérője 2 méter, hossza 1 méter. Áramforrása kémiai, illetve a felületét burkoló napelemek energiahasznosításának kombinációja (akkumulátor, napelemes energiaellátás földárnyékban puffer-akkumulátorokkal). Élettartama a Sztrela–1-hez képest a duplájára, hat hónapra növekedett. Store-dump rendszerű távközlési műhold. A vett rádiójeleket mágnesszalagra rögzítette, majd a Szovjetunió vagy más vevőállomás hatósugarába érve továbbította (lejátszotta) azokat.
1990. január 2-án belépett a légkörbe és megsemmisült.